# هیدا رید
هِیدا رید (انگلیسی: Heida Reed؛ ‏HAY-da) بازیگر و مانکن اهل ایسلند و ساکن انگلستان است.
از فیلم‌ها یا برنامه‌های تلویزیونی که وی در آن نقش داشته است، می‌توان به پولدارک اشاره کرد.